# 廁所

厕所标志／AIGA符号

廁所是人們排泄和排遗的場所，另外通常兼具整理的功能。公共廁所有分為男用和女用、或不分性別的無性別廁所，另有提供身心障礙人士使用的無障礙廁所、親子共用的親子廁所等各種不同的類型。

## 稱呼、簡介

### 中國大陸
中國古代廁所多設於房舍外，採「溷廁合一」形式與豬舍相連的豬廁。通常糞坑頗挖並覆茅草，稱「茅坑」、「茅房」或「茅廁」。在先秦及汉魏时期，厕所也被称为「行清」。宋朝僧人雪竇曾在靈隱寺打掃廁所，故而廁又稱為「雪隱」。
现今主要稱「洗手間」、「衛生間」。

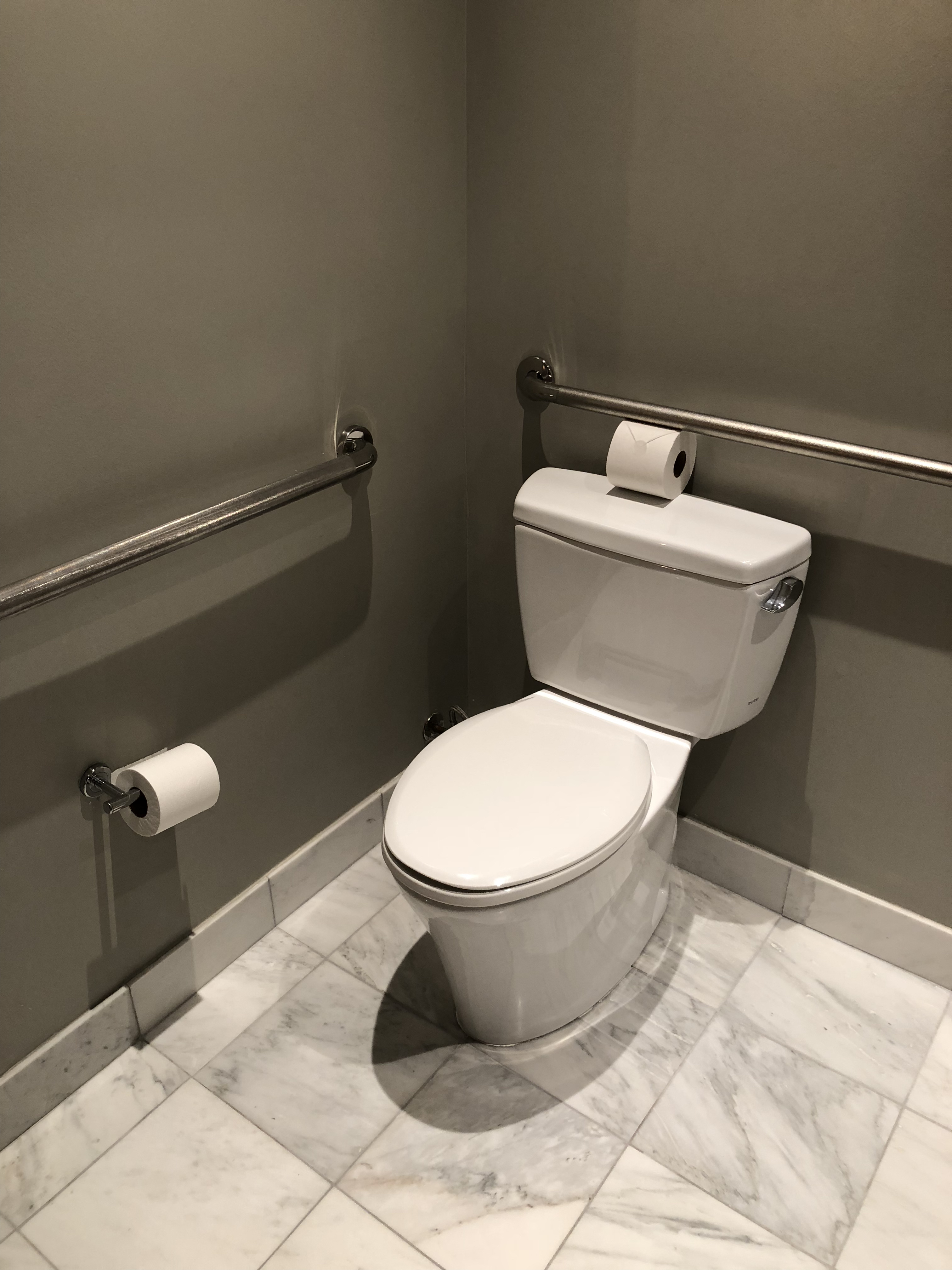
现代厕所

閩語閩東片福州話稱為「糞坑厝」、閩南片泉漳話稱廁所為「屎礐仔」、潮汕话称为“东司”；客家語稱為「屎窖」或「屎缸」；粤语俗稱「屎坑」（無馬桶的廁所）或「屎塔」（有馬桶的廁所）；在四川话中，称厕所为“茅厕”（“厕”音同“司”）。

### 日本
古代的日本称厕所为“ habakari”、“ setchin”、“ kawaya”或“ chouzu”。在昭和年代以后就用“〔〕 otearai”、“ keshō-shitsu”，或者使用外來語，如“ toire”（或稱 toiretto，源自英語）、“ rabatorī（来源于英语）”。另外在公共场合的时候则用男女性别的图标表示的场合比较多。
在现在的日本，厕所一词的说法通常有四种：“ benjo”、“〔〕”、，按照文雅程度最低，可翻译为中文的“茅厕”一般是在指公园等场合的公共厕所、也有人指没有附带卫生纸的厕所，是四种中最文雅的说法，多指比较高档的厕所或是在特殊场合下使用，比如用餐时（在日本很多公共场合有专门的化妆室，只有镜子、盥洗盆和垃圾箱等，里面没有入厕用具。也叫做“化妆室”一般是在比如同一层楼中只有单一性别的厕所的情况下出现。），而、则是比较普通的说法。
日本原來流行的和式廁所已漸漸被西式廁所取替。日本的公共廁所是舉世公認的乾淨整潔。

### 台灣

#### 台灣清治時期
關於小便，女人多在房內放置夜壺，而男人多在溝中、田邊、樹下、屋前，以天地為廁所，不急時就挖洞排泄在土壤內作為肥料。
早期台灣人的家中大多沒有自己的廁所，人們往往在城裡或街庄的路中設立公共廁所，或是直接在街路空地處挖一個糞坑，坑中埋一個木桶，上跨兩條木板，便是一個簡易的廁所了，即「屎礐仔」（sái-ha̍k-á）。這種廁所的優點是農人可以直接將木桶裡的糞便用來施肥。在鄉下，更常見的是人畜共廁，在豬舍的豬糞槽上，架一個板子當作簡單的廁所使用。以上所說廁所，都是男子上大號時所使用的廁所，以前的台灣婦女因為裹小腳，洗澡、如廁等隱私的事情會在房間完成，因此會在床和牆壁之間空出一個可容納兩人左右的空間，用布簾加以遮蓋，這空間就被俗稱為「屎尿巷」，用來放置尿桶、屎桶。因為在房內如廁，又不天天處理，往往造成房內潮濕且充滿惡臭，且因屎尿桶就放置在床邊，不時會發生在床上爬玩的嬰兒，不小心跌入屎尿桶淹死的事件。

#### 台灣日治時期
日本殖民政府治理台灣初期，認為台灣整體衛生環境十分髒亂，由近衛師團的軍醫部發行的《征台衛生彙報》中記錄著台灣的衛生環境:
市街不潔，人畜排泄物在街上到處溢流，被亂跑的豬隻掃食，家屋為訪土匪的攻擊，幾乎都沒窗戶，因此通風、採光皆不良，造成陰暗多晦氣，又犬、雞、豬和人雜居，其糞便臭氣充滿屋內各戶又將汙水隨意排至屋外造成庭院各出積有汙水，且婦女們取用混濁的溪流、水塘當飲用水，並利用來洗衣、洗菜、洗廚具。而台北城、台南城街道兩側汙水滯留，發出惡臭，因此城內外皆惡臭沖鼻，使人噁心。——《近衛師團軍醫部征台衛生彙報》，頁11-79
除了台灣人的衛生習慣，日治初期台灣的各式疾病如傷寒、鼠疫、霍亂等疾病在台灣橫行，在這些風土病的侵擾與威脅下，日本殖民政府展開一連串防疫措施，企圖改善環境衛生，取締隨地大小便、便所的興建、污物處理便是公共衛生政策的其中一環。 
為改善全台衛生問題，推動使用廁紙，並開始嚴格取締隨地大小便的不良風俗。當時，台灣人還以此為抗日的理由，如相關日人罪狀「不敬孔子、不惜字紙」、「放尿要罰錢」。1897年5月，台北市首次出現由政府興建的「公共便所」，位於台北城內共12處。1910年，台北廳再度斥資，興建現代化公共便所，如區分大小便，裝設水龍頭，電燈，磚塊等，此時台灣新興建的房屋已強制規定興建便所，農村房屋多設於後側，官舍、商家必定設置。
台語直接使用日語詞彙稱為「便所」（台羅：piān-sóo）或較文雅的（台羅：huà-tsong-sik）並沿用至今。

##### 便所的興建
日本殖民政府為了推行公共衛生政策，頒布許多法令、訂定市區改正計畫，以「台灣下水規則」、「台灣給水規則」、「台灣家屋建築規則」、「大清潔法」、「台灣污物掃除規則」等來配合政策進行，決心要改變台灣人的衛生習慣，在都市方面成功達到成效，尤其是台北市，但隨地大小便的習慣仍然存於鄉間，其原因除了法令在鄉間是否確實推行外，還有賴於便所的普及程度。 日本殖民政府發現公共廁所無法滿足所有人的需求，於是開始推行個人廁所，並在1901年制定「台灣家屋建築規則」後，經過多次修訂，明確要求每戶居民必須在家中設置個人便所，期望藉此改善衛生的惡習。然而礙於民眾的經濟能力，要讓所有人的家中都有個人便所是不可能的，因此個人便所只在台北市內推行，其他地區仍然保持原樣。

##### 便所汙物的處理
除了必須面對便所興建的困難以外，還必須解決垃圾與汙物的問題，日本殖民政府設立衛生組合，督促人民掃除、處理自家區域的垃圾外，也會僱人來做屎尿汲取、搬運的工作。由於這些屎尿可以用來施肥有利可圖，許多屎尿承包商出現，並透過招標獲得屎尿汲取、搬運的權力。 承包商在招標成功後，會將汲取屎尿的汲取、搬運工作發包給搬運人伕，由於承包商主要的利益來源在屎尿販賣，使得承包商不關心屎尿汲取、搬運的過程，人伕用來搬運的木桶常破舊不堪，造成在搬運屎尿時，經常灑得滿街都是，另外，搬運人伕經常不按時至各家挑糞，在雨季時節，因農人無法施肥，屎尿銷路不好，搬運人伕也就怠於工作；相反地，如果是在農房期間急需施肥時，又會發生有人冒充搬運人伕到各戶偷糞的情況。由於大大小小的承包商使得屎尿處理的管理工作不易追訴責任，到了日治後期，為了更好的監督與管理，負責屎尿的掃除工作從承包商被移交到市政府手上，有效改善承包制的弊病 。

##### 傳染病防疫
日治初期在台灣橫行的霍亂、鼠疫和瘧疾經過努力後，逐漸受到控制，在這樣的情形下，傷寒的嚴重性被凸顯出來，到了日治後期，傷寒已經成為在台日人死亡的主要原因之一，最特別的是傷寒患者數一直都是日本人多於台灣人，這種現象一直到1932、1933年（昭和7、8年），因為台灣罹患人數增加（並非日人罹患人數減少），才使情況改觀。傷寒病毒的傳染途徑是口糞傳染，台灣民眾沒有妥善處理排泄物的觀念，經常隨意將排泄物傾倒河邊、水源地造成汙染，又日人喜食生食，因此造成日人染上傷寒人數居高不下的原因。為此，日本殖民政府除了向日人推行熟食以外，也更加強力改善台灣人的衛生習慣，在這種情況下，日本殖民政府加快興建公共衛生設施，引進新式廁所技術，但礙於經費問題，直到戰後前的統計數字顯示，台北市僅有十分之一的居民家中擁有改良式的廁所，其他都市比率更低。

##### 民間反應
日本政府針對傳染病的防治，所推行的屎尿處理工作、便所興建工作的成效，在屎尿直營方面，由於只要靠政府單方面推行，幾乎不太需要人民配合和互動便能有成效；在便所興建方面，建造工作遠遠不如預期，獎勵興建個人便所的工作也成效不彰，被民眾認為是擾民，當時一般人認為在房間放置使尿桶如廁最方便，因此人民配合的意願不高

#### 戰後國民政府來台
1940年代，國民黨政府遷台後，相關華語用詞如「馬桶」、「廁所」、「公共廁所」、「洗手間」、「盥洗室」才逐漸帶入。此外，由於美軍協防臺灣，「W.C.」亦常被民間使用。而原日治時期的「便所」、「化粧室」等用語亦仍使用至今。
1980年代後，台灣大多數家庭已經有現代化廁所設備，而存在於國軍營舍內的群體式「一條坑」，也逐漸改建而消失。

### 近代欧洲

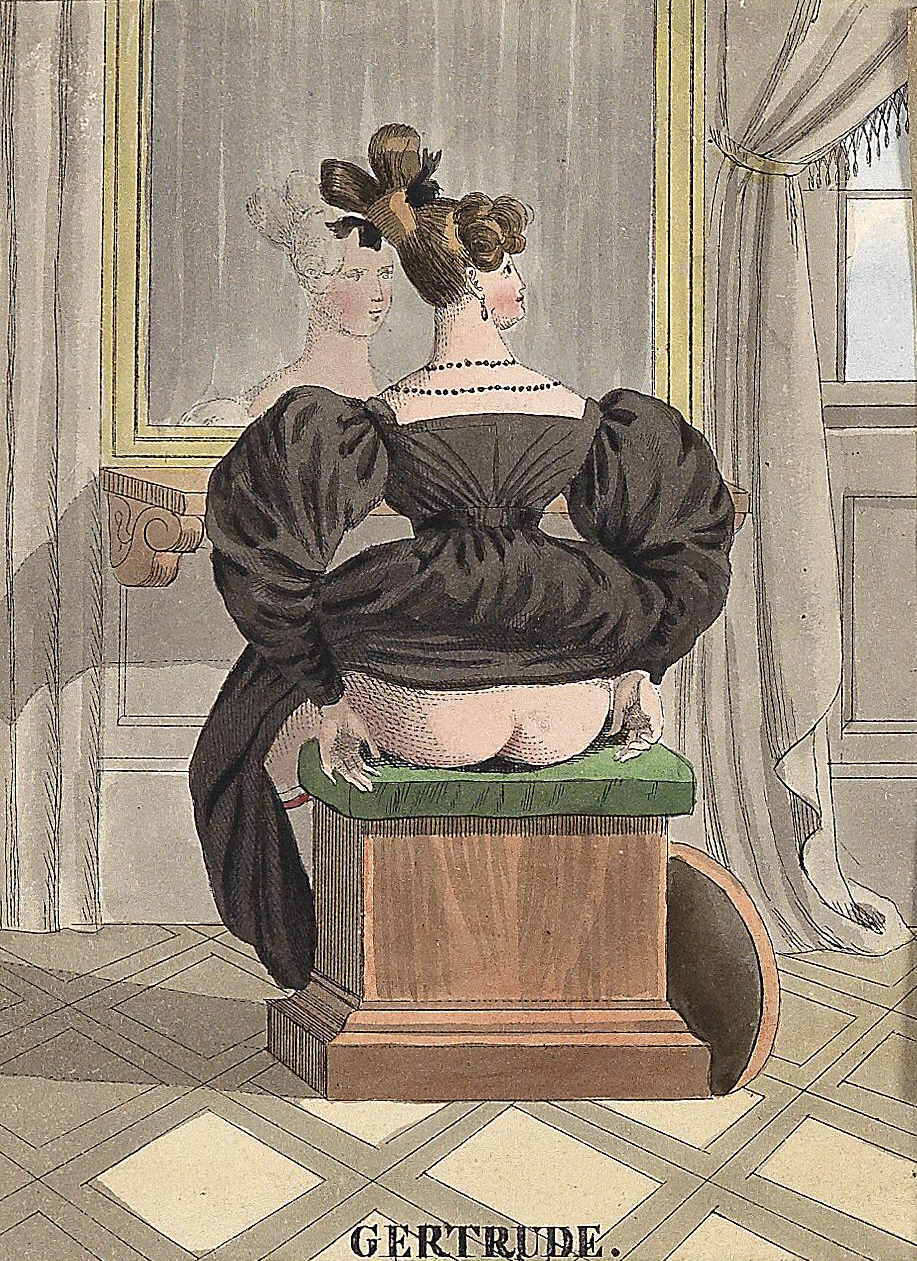
1830年代的欧洲室内厕所，位于配备了椅式便桶的小房间内。

室内厕所最初只有富人阶级才有能力配备，后来才逐渐普及到下层阶级。直到19世纪中叶，随着城市化水平的不断提高和工业的繁荣发展，抽水马桶才成为一项广泛使用和推向市场的发明。这一时期恰逢污水处理系统的急剧建设，尤其是在英国，出于当时社会已开始注重健康和卫生方面的问题，带有抽水马桶的室内厕所逐渐普及，城市卫生状况得到大幅度改善，疾病传染率亦随之降低。直到1890年代，伦敦的建筑法规还没有指令要求劳工阶层住房配备室内厕所；进入20世纪初期，一些英国房屋建有楼上厕所供业主使用，户外厕所则供仆人使用。然而在某些情况下，厕所的建设经历了一个过渡阶段，厕所虽然建在房子里，但只能从外面进入。第一次世界大战后（从1919年起），1919年《住房和城市规划法》将厕所作为所有新住宅的最低必备要求，该法令规定英国所有新住宅开发项目都必须包含室内厕所，伦敦和其郊区的所有新住宅在同一时期内都拥有了室内厕所，亦造就后来开始有了将厕所和浴室合并在一个房间内的做法，以节省建筑成本。

### 法國
法國宮殿原本無廁所，只有國王與王后有便桶，其他人包括大臣以壁爐或樓梯間當廁所，後來到路易十三的父親亨利四世才下令不可在宮殿裡面隨意便溺，上廁所必須到宮殿特定陽台上便溺。

### 英语系国家
在英語中，自身有“化妝間”的意思，在一般居住的地方兼設有浴池或浴缸的廁所則叫，而對于公共廁所則有時稱作以本意為休息室的。美式英文的公廁說法則是——男廁：「Men's Room」；女廁：「Women's Room」或　「Ladies' Room」。英式英文則是「the gents」（男廁）與「the ladies」（女廁）。
不过一般如马来西亚等会对厕所采用“洗手间”的直译。

## 廁所的種類
廁所種類繁多，常見的有坐廁及蹲廁，也有專供男性小便的尿兜或尿槽，而其他類型的廁所計有
- 化學廁所
- 尿廁
- 旱廁

### 公共交通工具的廁所
在民航客機、區域鐵路、長途客車及郵輪上均設有廁所，不少均裝有集便裝置，惟不少較舊款的鐵路列車是採用直排式，即糞便等穢物直接排出路軌，因此這些廁所在停車時是不許使用的。
另外當列車在無碴軌道區段內行駛時，乘務員也會禁止乘客使用直排式廁所，直至列車離開無碴區段。
在香港，港鐵方面禁止城際直通車在香港境內使用直排式廁所，無集便裝置列車在進入境內時會把廁所鎖上。

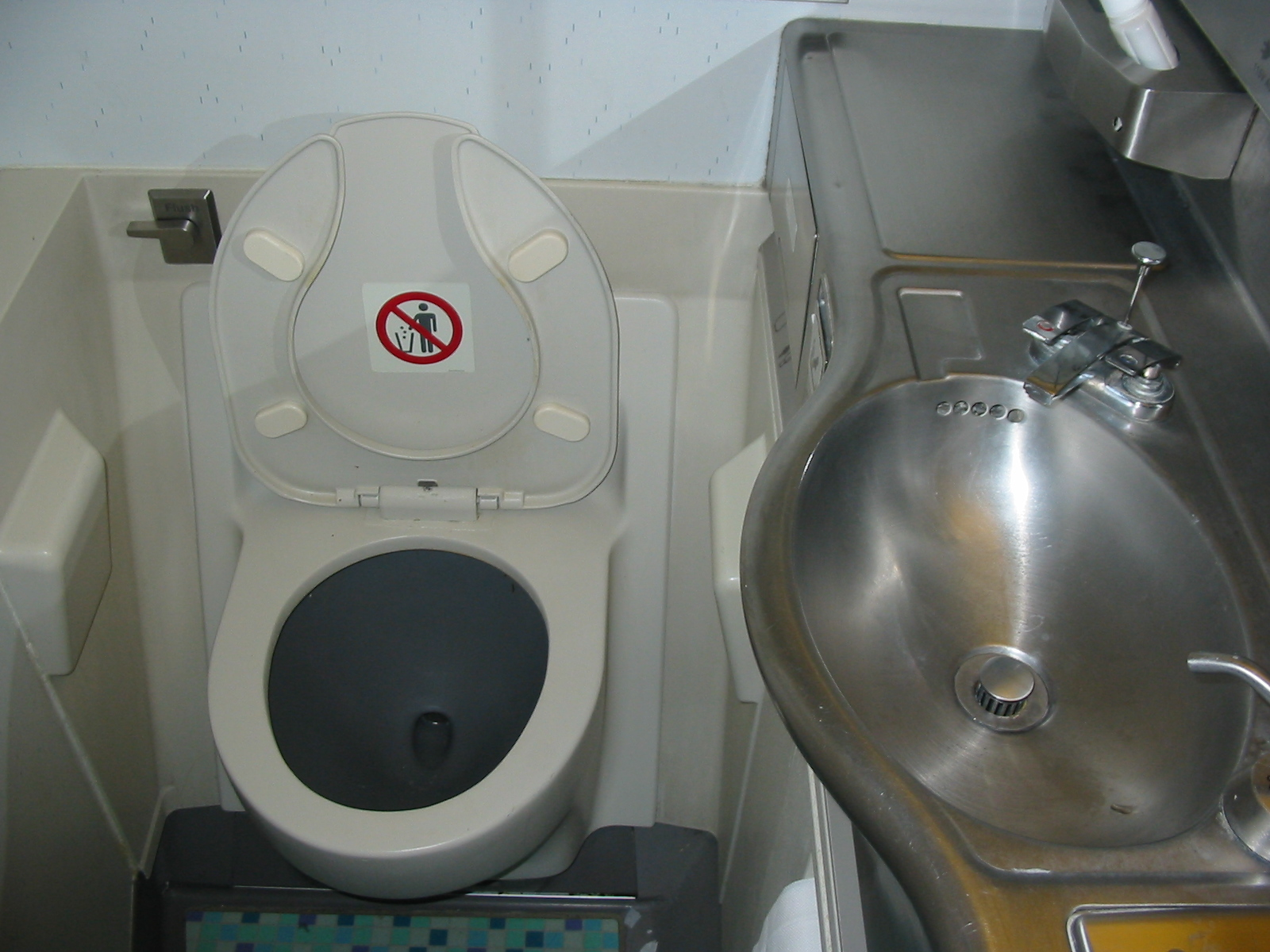
飛機上的真空廁所
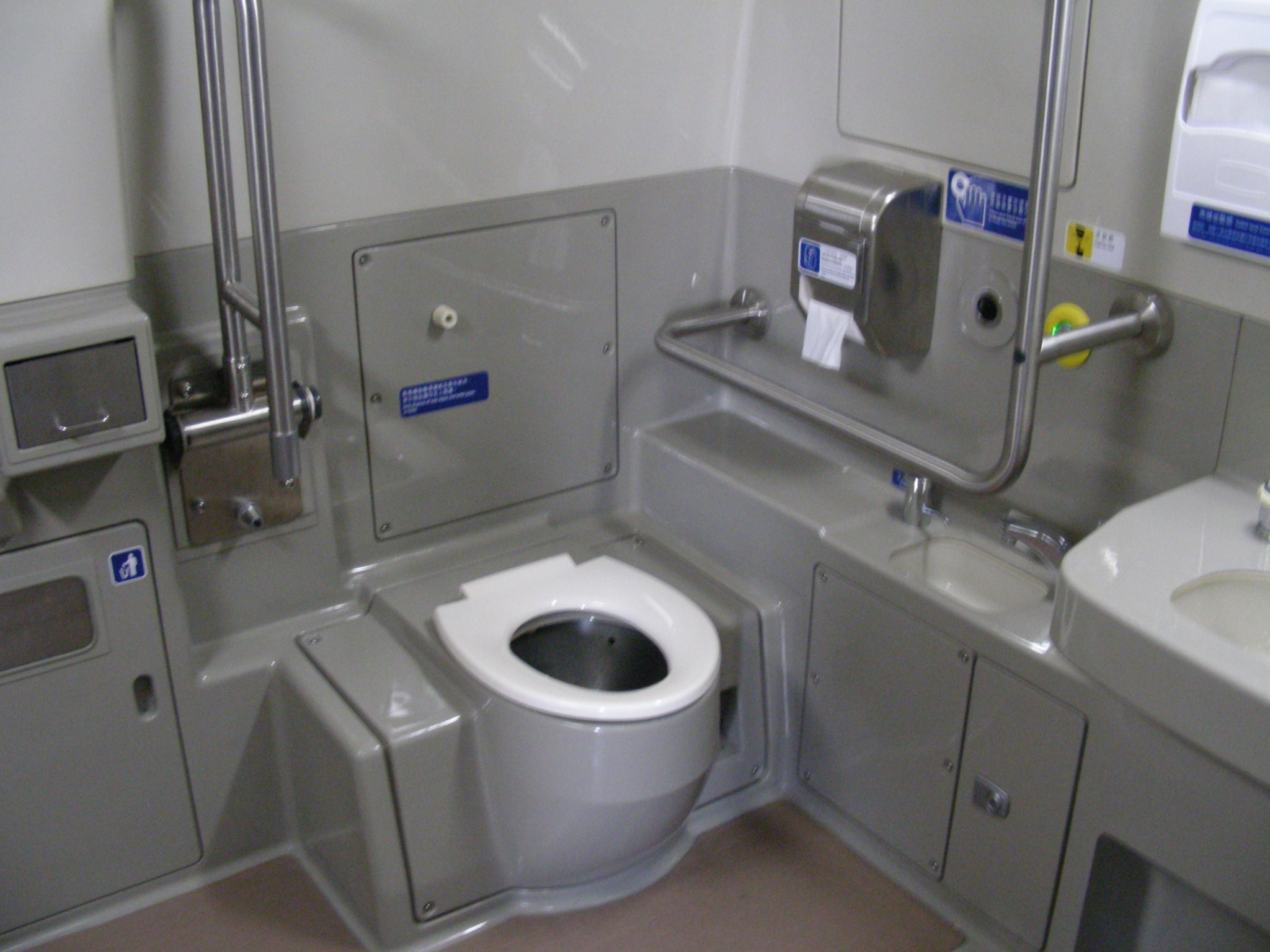
台灣高鐵700T型電聯車無障礙廁所
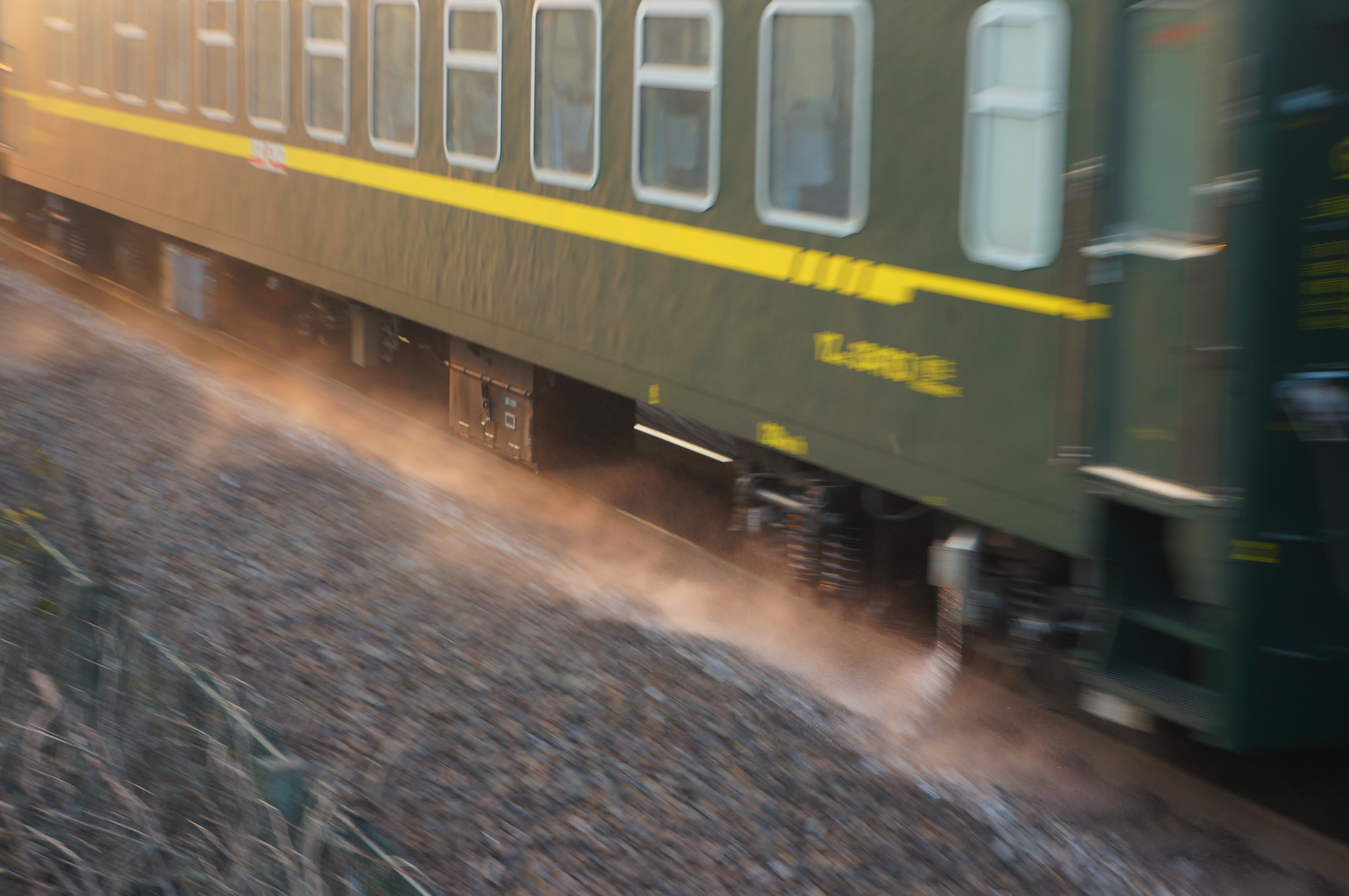
直排型中国铁路25G型客车将废水直接排放至轨道上
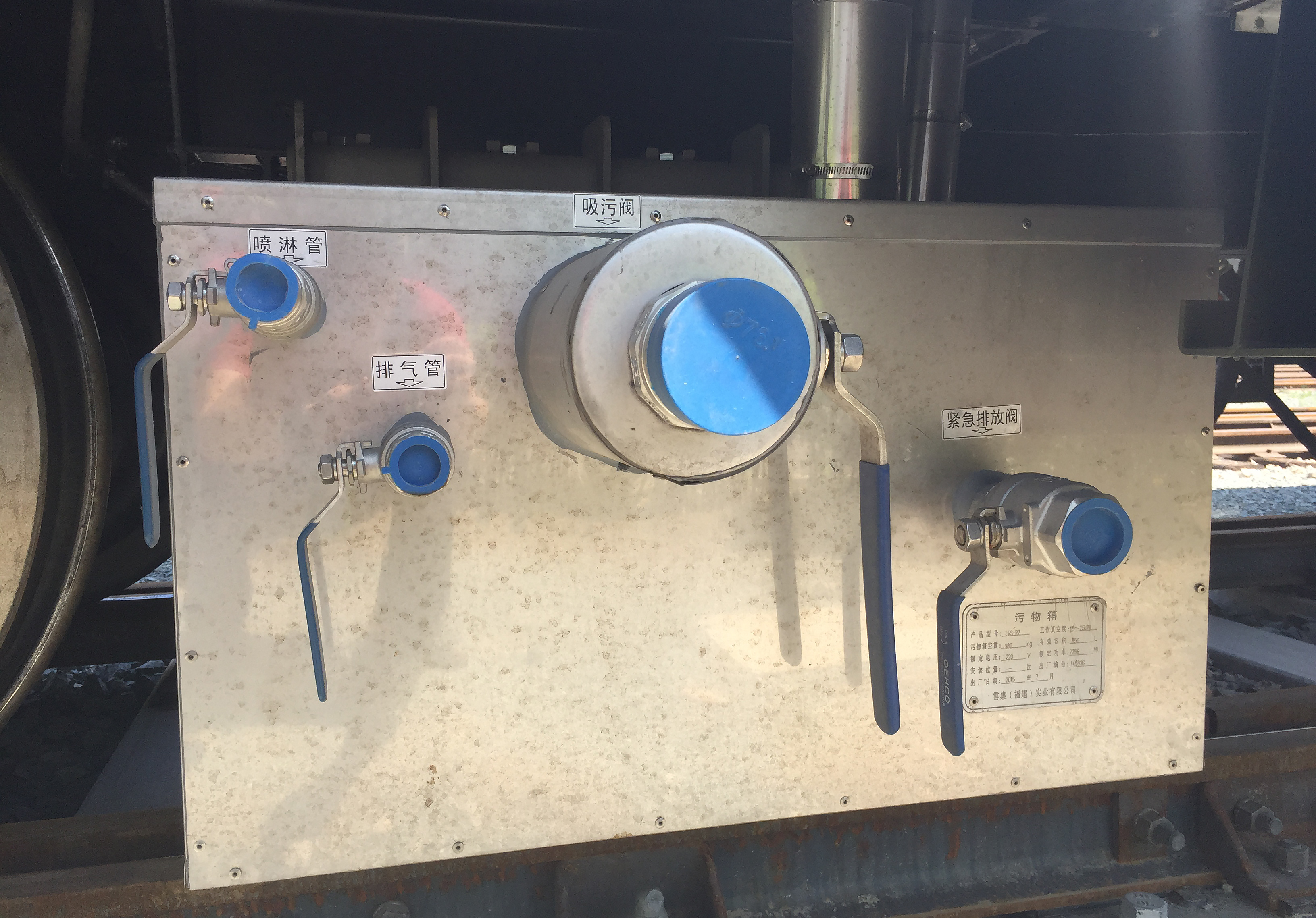
中国铁路25T型客车的真空集便器

## 設施
廁所常見設施包括洗手盤、鏡子、坐廁、小便斗及／或蹲廁，部分廁所會提供抹手紙、廁紙、洗手皂液及安裝乾手機，酒店公共廁所和少部分高級商場亦會提供抹手毛巾、香水。也有廁所會提供摺疊式枱子方便家長為嬰孩更換尿片。也有一些商場、酒店的洗手間會放置擦鞋機。
不少廁所會設有機械通風設施。部分廁所亦會安裝空氣清新機、空氣淨化機，也有廁所安裝揚聲器以播放音樂。在郊區，也會有廁所安裝滅蚊燈，也有廁所會點燃蚊香。

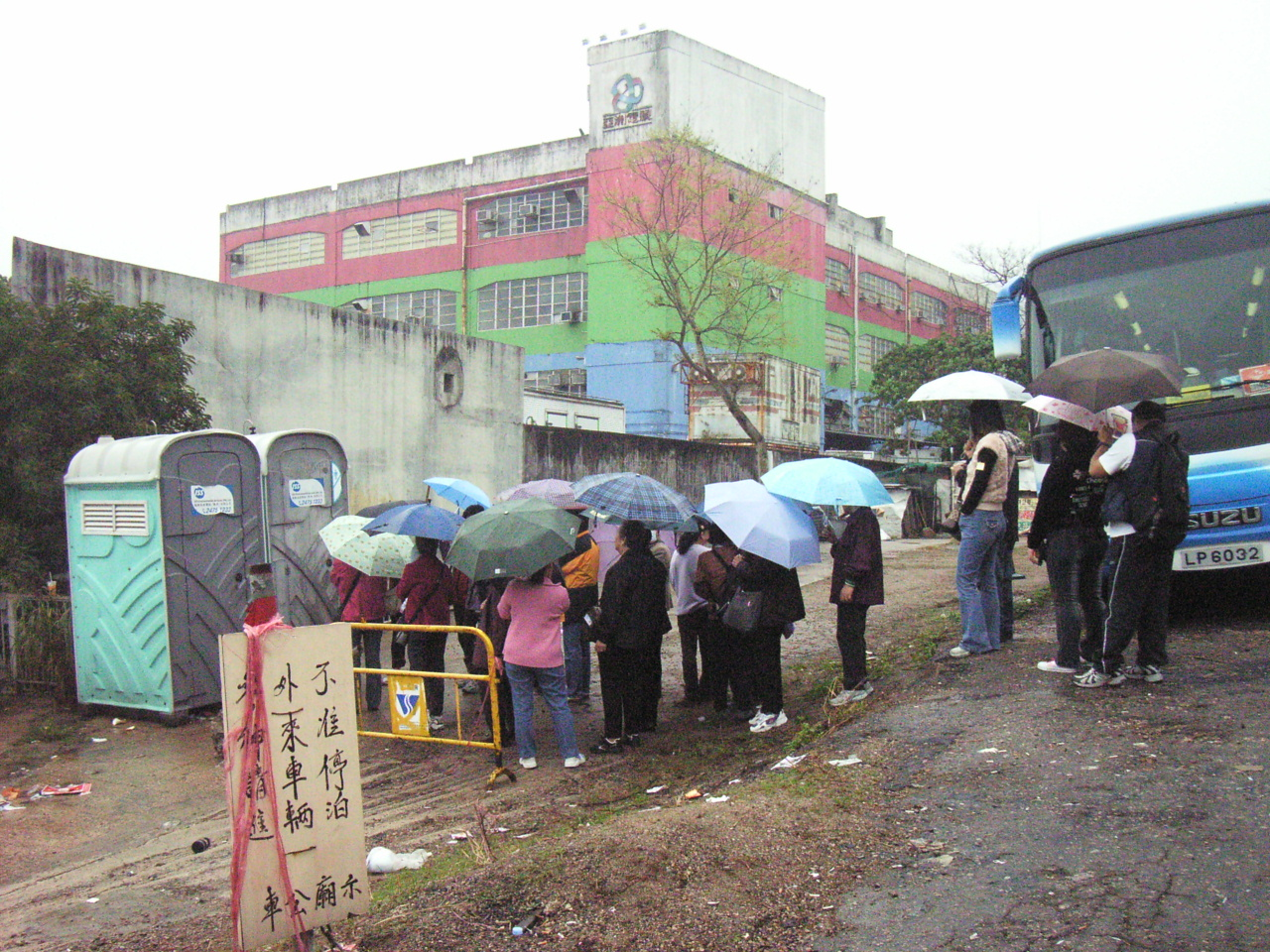
大型活動常見的流動廁所，圖中兩個為ISS集團所提供
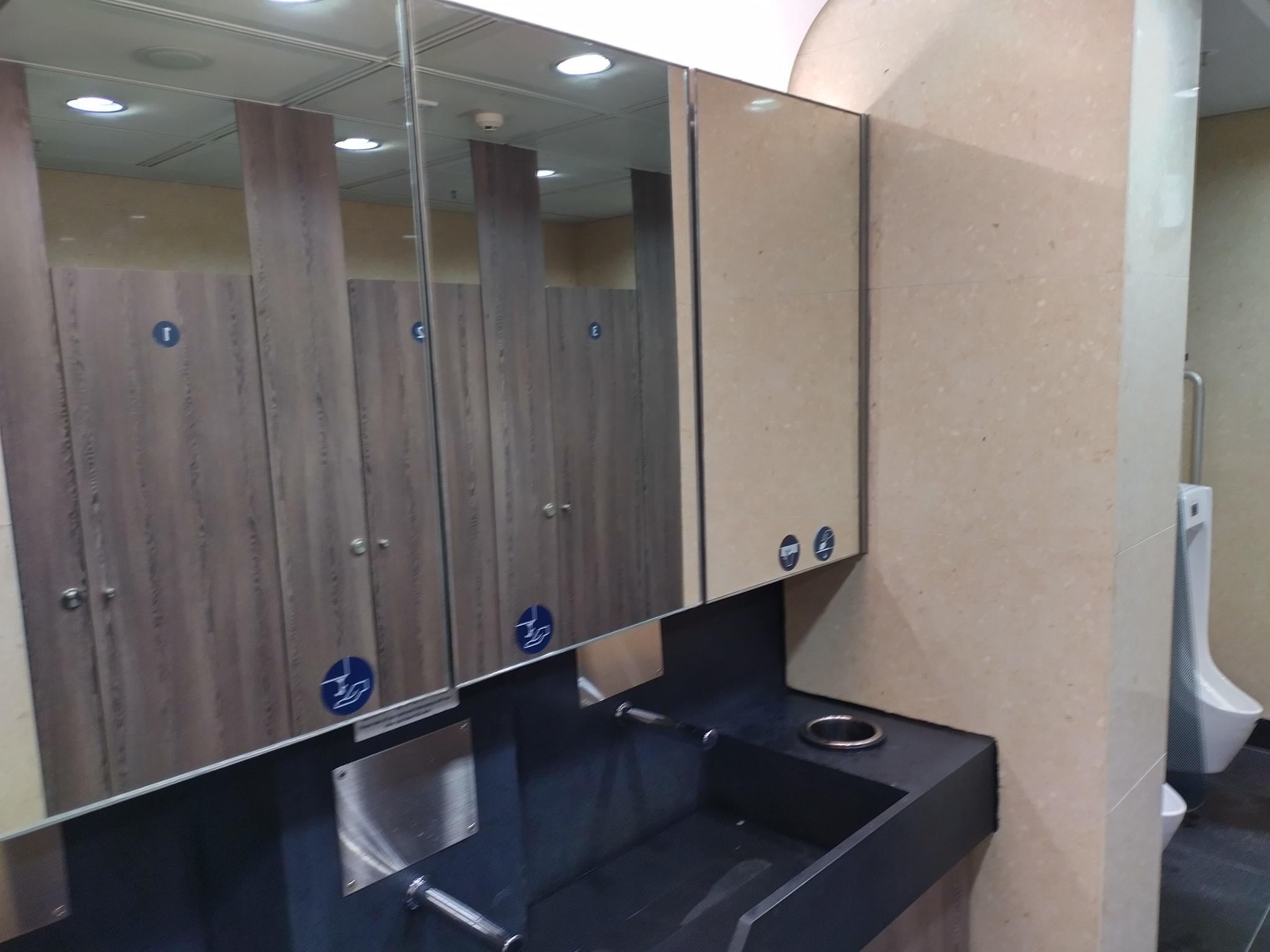
紅磡站男洗手間洗手台
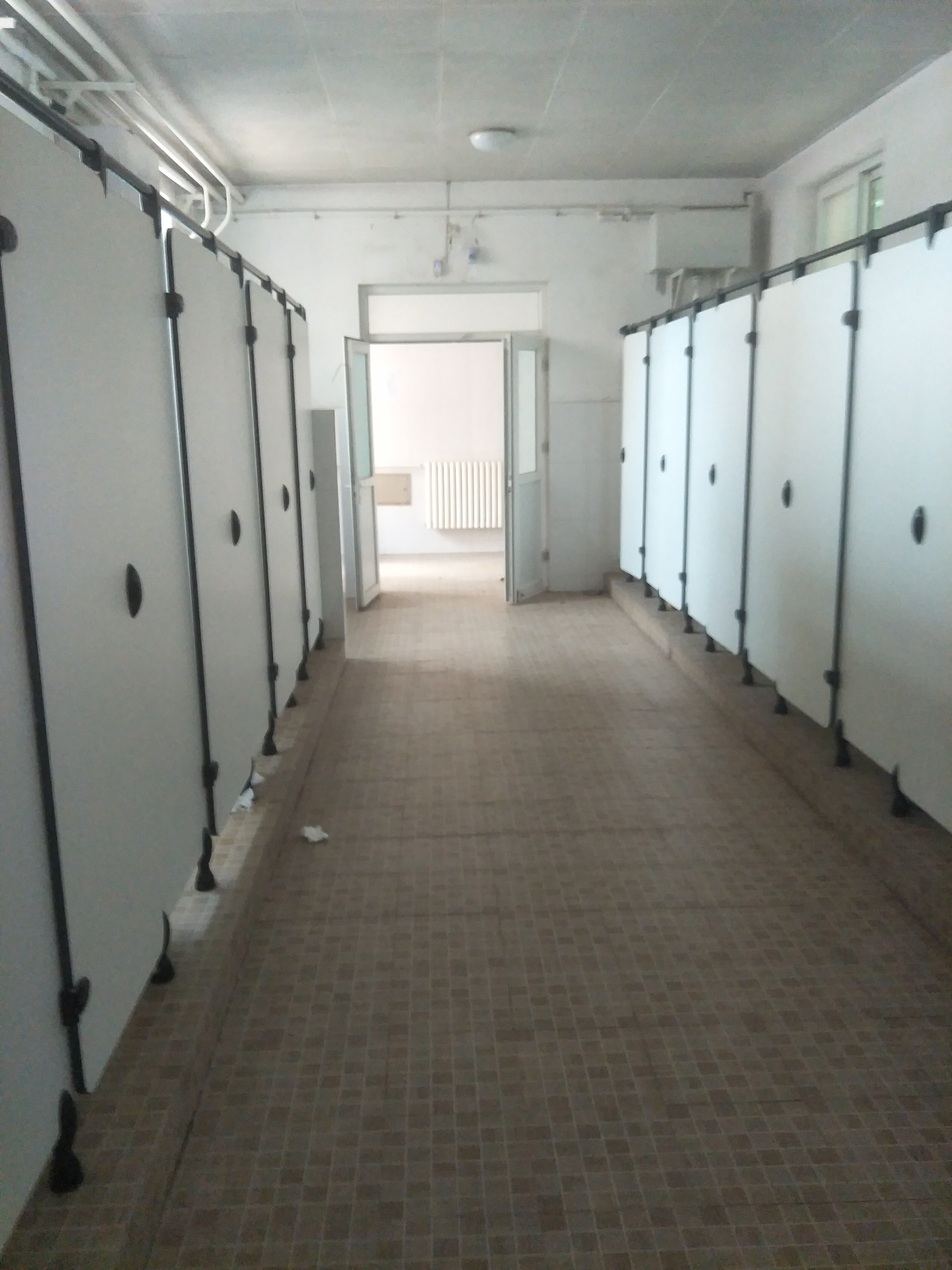
学校厕所（普通初中）

## 文化

### 廁所文學
廁所文學指的是人在如廁的時候，为了打發時間、抒發情感或其它特定目的而在廁所牆壁上塗鴉進而衍伸出的一種类似于街头艺术的文化，通常可見於公共廁所或學校的廁所。

### 主題餐廳
位於台灣高雄市林泉街的連鎖餐廳便所主題餐廳，其內部格局，以至餐具，皆以廁具作主題。
位於中華人民共和國深圳羅湖區的80 Café，也是一家以廁具為主題的餐廳。

### 厕所幽默
廁所幽默是一种黑色幽默，通常用涉及到排便、排尿、放屁和呕吐等能引起旁人恶心的生理现象作为話題，用不卫生的描述和违反主流礼仪的反差感制造笑点，与阴茎笑话等亚文化有很大的重合。各个年龄段的人都會有厕所幽默，但它在儿童和青少年中更為普遍，也是东亚ACG和表情符号文化中常见的喜剧元素。

## 外部連結
[在维基数据编辑]
 《欽定古今圖書集成·經濟彙編·考工典·廁部》，出自陈梦雷《古今圖書集成》